# 케니 로저스 로스터스

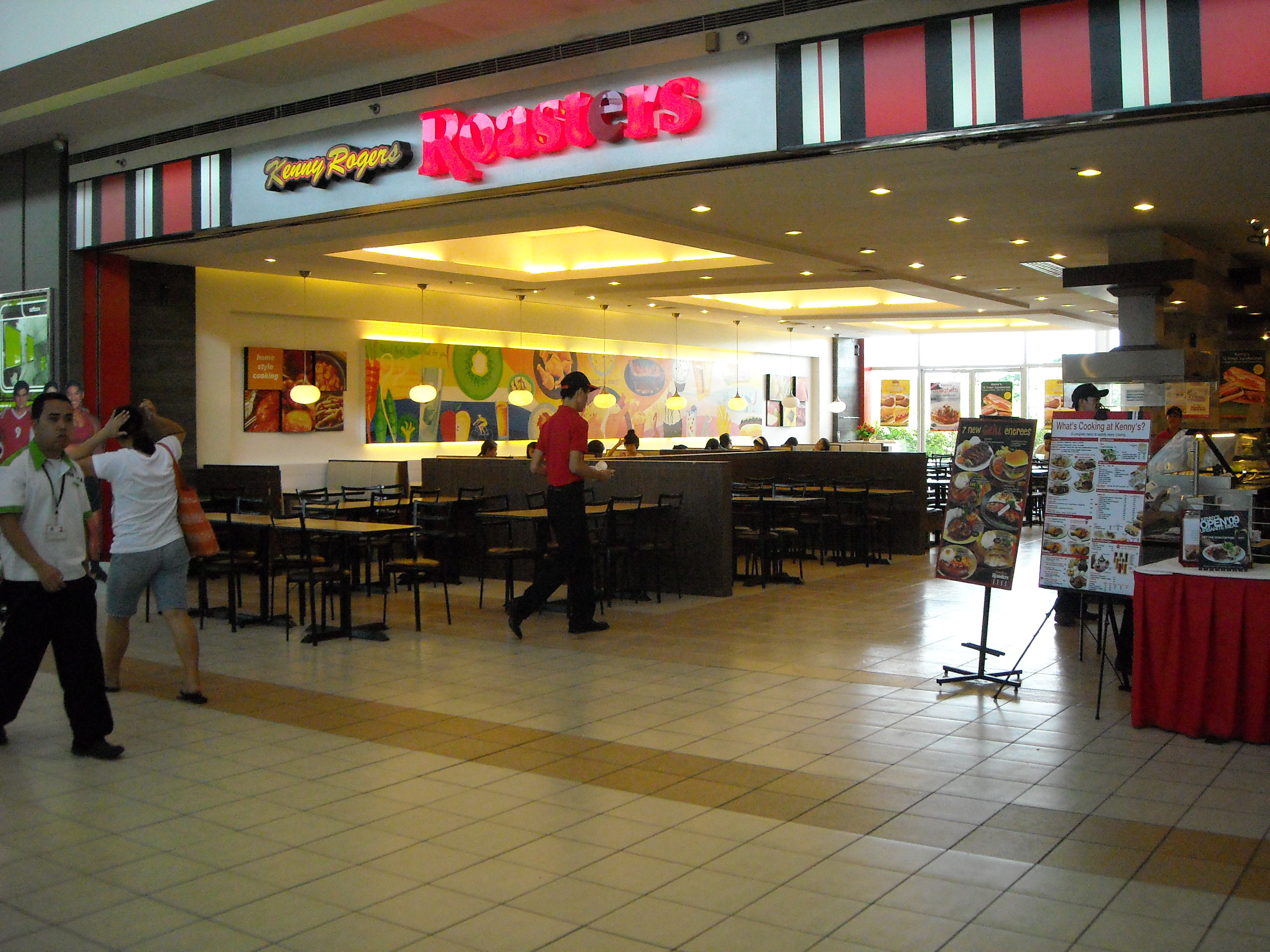
필리핀 앙헬레스에 있는 케니 로저스 로스터스

케니 로저스 로스터스(Kenny Rogers Roasters)는 미국의 가수 케니 로저스가 1991년에 플로리다주 코럴스프링스에서 설립한 치킨 전문 레스토랑이다. 현재는 본사가 말레이시아에 있으며, 총 10개국에 156개의 매장을 운영하고 있다. 미국에서는 2011년을 끝으로 모든 매장이 철수하였다.
대한민국에는 1994년에 처음 도입되었으나, 1997년에 대한민국이 IMF 구제금융 체제에 들어가면서 모두 폐업하였고, 1998년에는 대한민국 법인이 소멸되었다.